# 珠洲駅
珠洲駅（すずえき）は、かつて石川県珠洲市野々江町にあったのと鉄道能登線の駅。2005年（平成17年）、能登線の廃止により廃駅となり、駅舎は一時保存され、珠洲市が待合室ならびに駅事務室を改装のうえ奥能登すずなり市場と称し地元特産物を販売していた。
その後、2008年（平成20年）末に市が検車庫等の付随施設も買収、さらに翌2009年（平成21年）1月から2月にかけて駅舎ごと取り壊し、多目的広場ならびに駐車場、また前述の市場に付随したバスターミナルとバスの車庫を建設、2010年（平成22年）4月3日に道の駅すずなりとして生まれ変わった。

## 歴史
- 1964年（昭和39年）9月21日：日本国有鉄道（国鉄）能登線の駅として開業する[1][2]。
- 1981年（昭和56年）11月20日：貨物の取扱を廃止[1]。
- 1984年（昭和59年）2月1日：荷物扱い廃止[1]。
- 1987年（昭和62年）4月1日：国鉄分割民営化により西日本旅客鉄道の駅となる[1]。
- 1988年（昭和63年）3月25日：のと鉄道への転換により同社能登線の駅となる[1]。
- 2005年（平成17年）4月1日：能登線廃止に伴い廃止。
  - 能登線の最終列車（同年3月31日運転）は穴水駅発当駅止まりだった。この列車は4両編成で運転され到着後、前1両は蛸島駅ゆき回送列車として発車、車両は蛸島駅手前約300メートル地点の線路上に野天留置された。後3両は折り返しで穴水まで回送された。
- 2009年（平成21年）2月10日：駅舎ならびに検車庫の解体工事終了。
- 2010年（平成22年）3月25日：駅舎跡地にすずなり館という名称にて再生された道の駅が完成。

## 駅構造
島式ホーム1面2線をもつ地上駅。直営駅だった。側線や車庫が設置された主要駅で、夜間滞泊も設定されていた。列車運行上の節目となる駅とされ、当駅発着または長時間停車する列車が数多く設定されていた。駅舎からホームへは構内踏切で数本の線路を渡る。
駅舎は平屋建てで、駅裏に位置する石川県立飯田高等学校や珠洲市総合病院へ向かう人々のためにホームから直接出ることのできる出入り口が設けられていた。また廃駅後も駅を隔てる南北の往来に利便を図るため、毎日午前8時から午後5時までは徒歩で通り抜けできた。
転換当初は、穴水発21時台終わりの終列車は、当駅に23時半に到着していた。

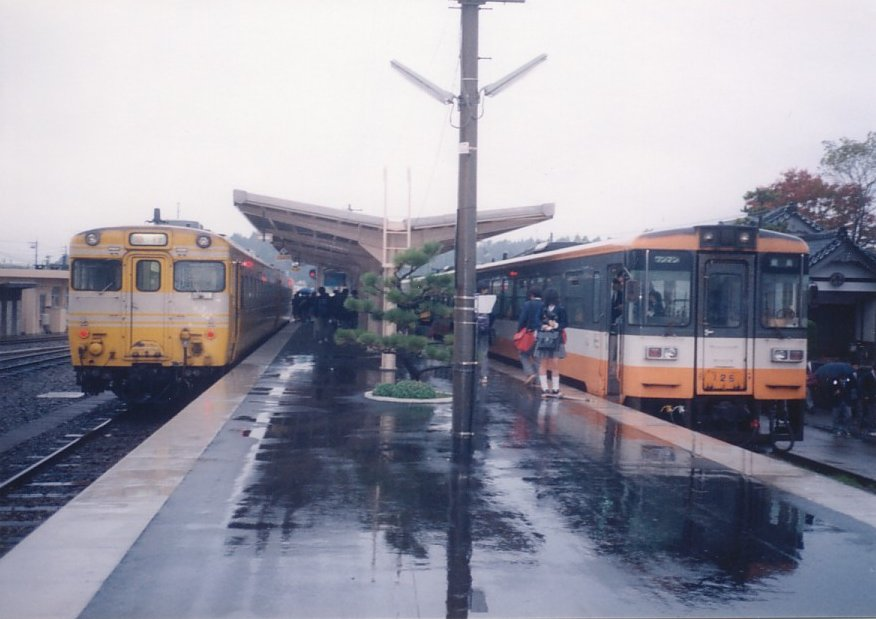
のと鉄道NT100形(右)と急行「能登路」(左)（1996年11月1日）
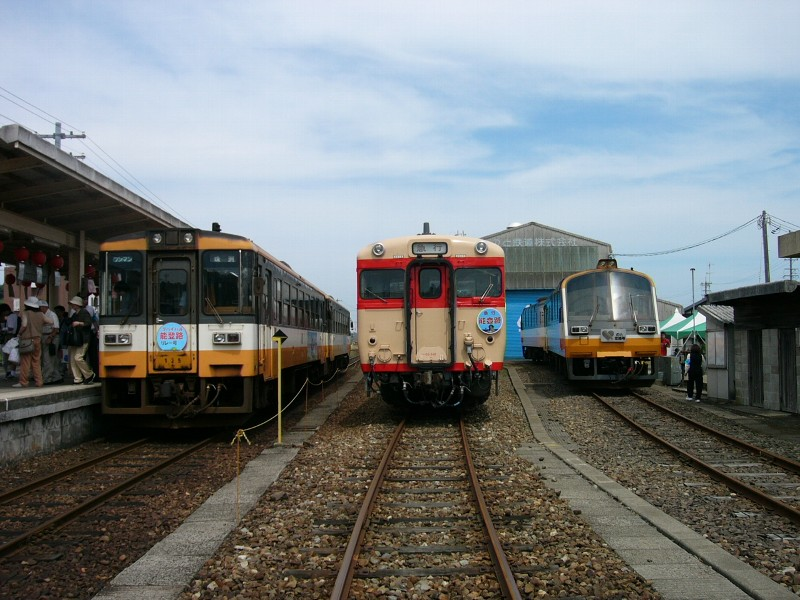
廃止を前に運転された「リバイバル能登路」がリレー号、「のと恋路」と並ぶ（2004年8月1日）

## 利用状況
「石川県統計書」によると、廃止前までの1日平均乗車人員は以下の通り。
| 年度   | 1日平均 乗車人員 |
| ------ | ---------------- |
| 1990年 | 408              |
| 1991年 | 420              |
| 1992年 | 431              |
| 1993年 | 420              |
| 1994年 | 414              |
| 1995年 | 366              |
| 1996年 | 477              |
| 1997年 | 411              |
| 1998年 | 374              |
| 1999年 | 362              |
| 2000年 | 344              |
| 2001年 | 282              |
| 2002年 | 223              |
| 2003年 | 201              |
| 2004年 | 200              |

## 駅周辺
- 珠洲市総合病院
- 珠洲駅前郵便局
- 石川県立飯田高等学校
- 珠洲市立緑丘中学校
- 珠洲市立健民体育館、同武道館
- JAすずし本所、同付設葬祭会館、同中央支店

## バス路線
かつては西日本JRバスの路線バスが同駅構内に乗り入れていた。現在は北陸鉄道グループの子会社である北鉄奥能登バスが車庫（飯田支所）を設け、鉄道代替バスを運行している。
廃駅までのバス停留所名は「珠洲駅前」で、廃駅後の2005年（平成17年）4月1日以降は、市街地循環バスならびに小屋線（うぐいす号）を除き、「昭和橋」と改称された。2010年（平成22年）4月1日以降はすべての路線で「すずなり館前」に統一された。

## 隣の駅
のと鉄道
能登線
飯田駅 - 珠洲駅 - 正院駅